# Mileto
Mileto (tiếng Hy Lạp: Miletos) là một đô thị ở tỉnh Vibo Valentia trong vùng Calabria, có cự ly khoảng 60 km về phía tây namcủa Catanzaro và khoảng 6 km về phía nam của Vibo Valentia. Tại thời điểm ngày 31 tháng 12 năm 2004, đô thị này có dân số 7.082 người và diện tích là 34,9 km².
Đô thị Mileto có các frazioni (đơn vị trực thuộc, chủ yếu là các làng) Comparni, Paravati, và San Giovanni.
Mileto giáp các đô thị: Candidoni, Dinami, Filandari, Francica, Gerocarne, Jonadi, San Calogero, San Costantino Calabro, Serrata.